# Ђакомо Рафаели (одбојкаш)
Ђакомо Рафаели (ит. Giacomo Raffaelli; Гросето, 7. фебруар 1995) је италијански одбојкаш. Висок је 198 cm и игра на позицији примача сервиса у Клуб Италији.

## Играчка каријера

### Клупска каријера
Рафаели је поникао у Гросету, а од 2013. брани боје престоничког трећелигаша Клуб Италије. Стандардни је члан прве поставе и капитен тог тима.

### Репрезентативна каријера
Цијенећи његов таленат, селектор Мауро Беруто је млађаног Рафаелија уврстио на шири списак репрезентације за Свјетску лигу 2015.